# Marian Smoluchowski
Marian Ritter von Smolan Smoluchowski (Vorderbrühl, 28 maggio 1872 – Cracovia, 5 settembre 1917) è stato un fisico e geofisico polacco.
Compì gli studi universitari a Vienna e successivamente lavorò presso le università di Parigi, di Glasgow (sotto la direzione di lord Kelvin), di Berlino e di Vienna dove fu professore di fisica dal 1898. In seguito, nel 1900, fu professore e rettore dell'Università di Leopoli e, dal 1913, dell'Università di Cracovia.
Condusse importanti ricerche teoriche sulle fluttuazioni (variazioni che si verificano nel tempo e nello spazio) delle grandezze definite statisticamente che caratterizzano i sistemi costituiti da moltissime particelle, ad esempio i sistemi termodinamici o i fenomeni costituiti da un gran numero di singoli eventi, come le disintegrazioni radioattive.
Questi studi portarono ad una conferma delle idee di Ludwig Boltzmann sulla interpretazione del punto di vista della teoria cinetica del secondo principio della termodinamica.
I suoi studi, condotti quasi contemporaneamente e indipendentemente da quelli di Albert Einstein fornirono la corretta interpretazione teorica dei moti browniani, aprendo la via alle ricerche sperimentali di Jean-Baptiste Perrin che recarono prove decisive a favore delle teorie atomistiche.